# Пирх, Георг Дубислав Людвиг
Георг Дубислав Людвиг фон Пирх (нем. Georg Dubislav Ludwig von Pirch, 1763—1838) — прусский генерал-лейтенант, герой войн против Наполеона; брат генерал-лейтенанта Отто Карла Лоренца фон Пирха.
Родился 13 декабря 1763 года в Магдебурге, происходил из старинного померанского рода, сын кольбергского губернатора генерала от инфантерии Отто фон Пирха.
В военную службу вступил в 1775 году в 45-й Гессен-Кассельский пехотный полк, которым командовал его отец.
В 1793—1797 годах принимал участие в войне против революционной Франции, отличился под Майнцем, в 1795 году произведён в штабс-капитаны.
В кампании 1806 года против французов Пирх отличился в сражении под Иеной, а после капитуляции Пренцлау попал в плен, из которого был освобождён только в 1808 году.
В 1809 году получил чин подполковника и должность командира 2-го Западно-прусского пехотного полка. После выступления майора Шилля и его гибели, Пирх принимал участие в расследовании обстоятельств этого дела. В 1812 году произведён в полковники.
С началом в 1813 году военных действий против Франции Пирх был назначен командиром бригады и несколько позже произведён в генерал-майоры. Принимал участие в сражениях при Дрездене, Кульме и Лейпциге, и особо отличился в делах при Лютцене и Ханау.
В кампании 1814 года Пирх состоял под начальством Блюхера. После занятия Парижа он был передвинут со своей бригадой в Ахен. Во время Ста дней Пирх командовал 2-м армейским корпусом и блестяще проявил себя в сражениях при Линьи и Ватерлоо. После окончательного разгрома Наполеона Пирх был произведён в генерал-лейтенанты.
Весной 1816 года Пирх, из-за болезни, подал в отставку, однако король Фридрих-Вильгельм III его прошения не удовлетворил. Однако осенью Пирх почувствовал себя совсем плохо и на этот раз он был уволен.
Несмотря на тяжёлую болезнь Пирх прожил ещё довольно долго и скончался в Берлине 3 апреля 1838 года.

## Награды
Королевства Пруссия:
- Орден Красного орла 3-го класса (18 января 1812)
- Железный крест 2-го класса (19 мая 1813)
- Железный крест 1-го класса (5 сентября 1813)
- Орден Pour le Mérite с дубовыми листьями (24 декабря 1813, за отличие в Битве народов под Лейпцигом)
- Орден Красного орла 2-го класса с дубовыми листьями[1] (31 мая 1814 года, за отличие в сражении при Лаоне)
- Орден Красного орла 1-го класса с дубовыми листьями (18 июня 1816 года)

Прочие:
- Орден Святой Анны 1-й степени (18 января 1814, Российская империя)[2]
- Орден Военных заслуг, рыцарский крест (23 ноября 1816, королевство Франция)
- Орден Святого Георгия 3-й степени (25 января 1817 года, № 388 по кавалерским спискам: «В ознаменование отличной храбрости и подвигов, оказанных в минувшую кампанию против французов», Российская империя)
- Орден Почётного легиона, большой офицерский крест (27 октября 1817, королевство Франция)